# Paragummi
Paragummi är en gummiprodukt med en mycket hög halt av naturgummi. Detta ger en smidig produkt med goda mekaniska egenskaper och en mycket hög slitstyrka samt brottöjning. Färgen är oftast beige. Arbetstemperatur: -50°C till +70°C.
Paragummi är mjuk elastisk och med stor slitstyrka då det gäller finare gods som till exempel i sandblästerskåp. Effektivt bullerdämpande. Kan användas i de flesta fall om ej krav ställes på olje- och väderbeständighet.